# Nikolaus von Falkenhorst

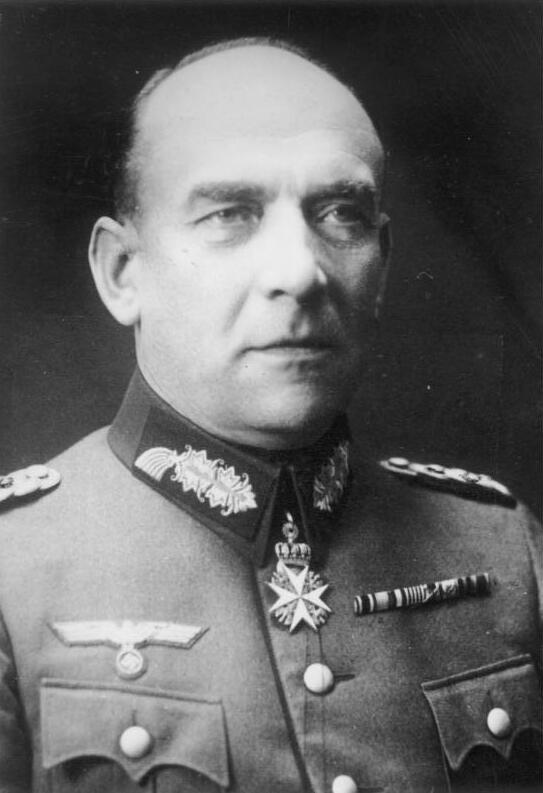
Nikolaus von Falkenhorst, 1940

Paul Nikolaus von Falkenhorst (* 17. Januar 1885 in Breslau; † 18. Juni 1968 in Holzminden) war ein deutscher Heeresoffizier (seit 1940 Generaloberst). Während des Zweiten Weltkrieges war er Befehlshaber verschiedener Großverbände des Heeres und Wehrmachtsbefehlshaber des besetzten Norwegen. Nach dem Krieg wurde er wegen Kriegsverbrechen angeklagt und verurteilt. Falkenhorst war Rechtsritter des Johanniterordens.

## Leben

### Kaiserreich und Erster Weltkrieg
Geboren wurde er unter dem Namen Nikolaus von Jastrzembski als Nachkomme einer alten schlesischen Adelsfamilie. Die preußische Genehmigung zur Namensänderung in „von Falkenhorst“ unter Anerkennung des bisher geführten Adels und Wappens erhielt er als Leutnant im Grenadier-Regiment Nr. 7 am 6. Juni 1911 im Neuen Palais bei Potsdam. Am 8. Oktober 1908 heiratete er Margarete Dorette Elise Ulrich (* 14. März 1885 in Holzminden).
Nach seiner Kadettenausbildung kam er am 22. März 1903 als Fähnrich zum Grenadier-Regiment „König Wilhelm I.“ (2. Westpreußisches) Nr. 7 in Liegnitz. Im Sommer 1903 wurde er zur Kriegsschule in Potsdam kommandiert und im Anschluss am 24. April 1904 zum Leutnant befördert. Anfang Februar 1911 folgte seine Ernennung zum Adjutanten des Füsilier-Bataillons und Mitte April 1913 avancierte er zum Oberleutnant. Im Ersten Weltkrieg hatte er verschiedene Front- und Stabsverwendungen inne. Am 24. Dezember 1914 erhielt er die Beförderung zum Hauptmann. Ab Sommer 1918 war er bis Kriegsende Erster Generalstabsoffizier beim Deutschen General in Finnland. Falkenhorst erhielt beide Klassen des Eisernen Kreuzes.

### Weimarer Republik
Nach Kriegsende war er von Dezember 1918 bis Januar 1920 beim Grenzschutz Ost. Ab Februar 1920 gehörte er zum Stab der Reichswehr-Brigade 6. Am 1. Oktober 1920 übernahm ihn die Reichswehr. Dort gehörte er dem Stab des 8. (Preuß.) Infanterie-Regiments an. Am 1. März 1922 wurde er in das Reichswehrministerium versetzt und am 1. Februar 1925 zum Major befördert. Am 1. Februar 1928 übernahm er das Kommando des I. Bataillons des 1. (Preuß.) Infanterie-Regiments. Am 1. Januar 1930 erging seine Beförderung zum Oberstleutnant. Am 1. Oktober 1931 wurde er zum Chef des Stabes der 4. Division ernannt und am 1. Oktober 1932 zum Oberst befördert.

### Zeit des Nationalsozialismus

#### Vorkriegszeit
Von 1933 bis 1935 war von Falkenhorst als Militärattaché zuständig für die Länder Tschechoslowakei, Jugoslawien und Rumänien mit Sitz in Prag. Danach war er vom Zeitpunkt der Aufstellung 1935 bis zum Oktober 1936 Chef des Generalstabs des Gruppenkommandos 3, aus dem später die 8. Armee gebildet wurde. Von 1936 bis kurz vor Kriegsausbruch kommandierte er die 32. Infanterie-Division, bevor er am 26. August 1939 das XXI. Armeekorps übernahm.

#### Zweiter Weltkrieg

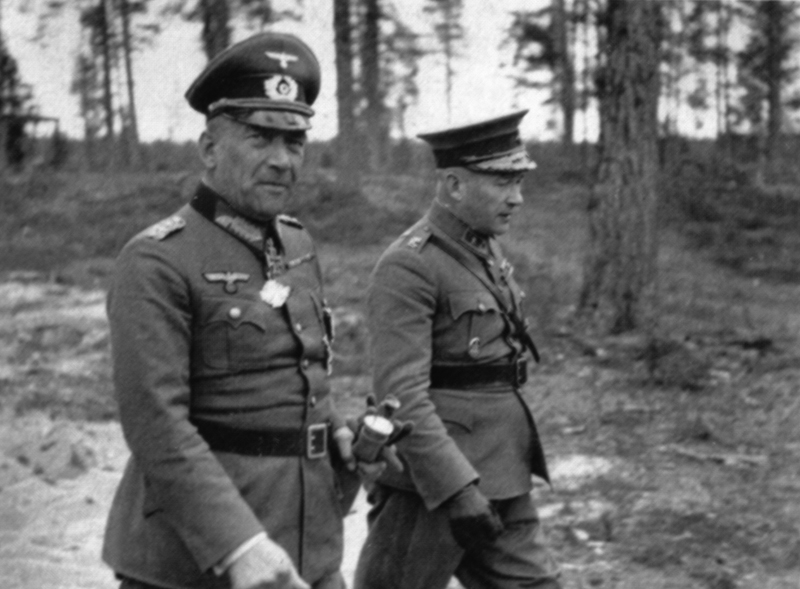
Nikolaus von Falkenhorst und der finnische General Hjalmar Siilasvuo (rechts)

Während des Überfalls auf Polen kommandierte von Falkenhorst das XXI. Armeekorps und wurde am 1. Oktober 1939 zum General der Infanterie befördert. Durch die Weisung für den „Fall Weserübung“ vom 1. März 1940 wurde er von Adolf Hitler zum Oberbefehlshaber der bei der Besetzung Norwegens einzusetzenden Bodentruppen (Gruppe XXI) ernannt. Das Unternehmen wurde am 9. April begonnen und endete am 10. Juni mit der Kapitulation der letzten norwegischen Truppen. Nachdem Falkenhorst bereits am 30. April mit dem Ritterkreuz des Eisernen Kreuzes ausgezeichnet worden war, wurde er am 19. Juli 1940 zum Generaloberst befördert.
Am 25. Juli erfolgte seine Ernennung zum Wehrmachtbefehlshaber Norwegen, als welcher er mit dem Reichskommissar Josef Terboven zusammenarbeitete. Gegen Jahresende stellte Falkenhorst aus seinem Stab das Armeeoberkommando Norwegen auf. Als dessen Befehlshaber war er 1941 für die Planung des Unternehmens Silberfuchs verantwortlich. Später ging die Führung der Truppen an der Lapplandfront auf das AOK Lappland über. Falkenhorst wurde am 18. Dezember 1944 als Wehrmachtbefehlshaber durch Lothar Rendulic abgelöst, dessen Truppen sich zuvor aus Finnland hatten zurückziehen müssen. Im Januar 1945 wurde er in die Führerreserve versetzt und geriet bei Kriegsende in britische Kriegsgefangenschaft.

### Nachkriegszeit
Nachdem der 3. Senat des Reichskriegsgerichts in Berlin die zehn Norweger Sigurd Jakobsen, Gunnar Hellesen, Helge Børseth, Siegmund Brommeland, Peter Andree Hjelmervik, Siegmund Rasmussen, Gunnar Carlsen, Knud Gjerstad, Christian Oftedahl und Frithiof Lund am 24. Februar 1941 wegen angeblicher Spionage zum Tode verurteilt hatte, setzte sich Sven Hedin mit Hilfe des Generalobersten Nikolaus von Falkenhorst bei Adolf Hitler erfolgreich für deren Begnadigung ein. Die Todesstrafe wurde am 17. Juni 1941 von Adolf Hitler in zehn Jahre Zwangsarbeit umgewandelt. Die wegen gleicher Anklage zu Zwangsarbeit verurteilten Norweger Carl W. Mueller, Knud Naerum, Peder Fagerland, Ottar Ryan, Tor Gerrard Rydland, Hans Bernhard Risanger und Arne Sørvag erhielten auf Sven Hedins Gesuch hin am 17. Juni 1941 von Adolf Hitler reduzierte Strafen. Hans Bernhard Risanger starb jedoch im Gefängnis wenige Tage vor seiner Entlassung.
Als Nikolaus von Falkenhorst seinerseits am 2. August 1946 von einem britisch-norwegischen Militärgericht wegen Kriegsverbrechen (Weitergabe des Kommandobefehls und Auslieferung alliierter Kommando-Truppen in sieben Fällen an die SS zur Exekution) zum Tode durch Erschießen verurteilt worden war, erreichte Sven Hedin dessen Begnadigung am 4. Dezember 1946 mit dem Hinweis, von Falkenhorst habe sich ebenfalls für die Begnadigung der zehn zum Tode verurteilten Norweger eingesetzt. Am 4. Dezember 1946 wurde die Todesstrafe von dem englischen Militärgericht durch 20 Jahre Haft ersetzt. Von Falkenhorst wurde schließlich aufgrund seines Gesundheitszustandes (Angina Pectoris) am 13. Juli 1953 vorzeitig aus dem Kriegsverbrechergefängnis Werl entlassen. Danach verbrachte er seinen Lebensabend in Holzminden an der Weser mit seiner Ehefrau Margarete Dorette Elise Ulrich, wo er am 18. Juni 1968 starb. Er wurde auf dem Friedhof Holzminden begraben.